# آرون سالازار
آرون سالازار (بالإسبانية: Aarón Salazar)‏ هو لاعب كرة قدم كوستاريكي في مركز الدفاع، ولد في 15 مايو 1999 في إيريذيا في كوستاريكا. لعب مع نادي سان كارلوس.